# AS Trenčín
L'AS Trenčín és un club eslovac de futbol de la ciutat de Trenčín.

## Història
El club va ser fundat l'any 1992 com a TJ Ozeta Dukla Trenčín. Poc després es fusionà amb el TTS Trenčín.
Evolució del nom:
- 1992: TJ Ozeta Dukla Trenčín
- 1995: FK Ozeta Dukla Trenčín
- 2002: FK Laugaricio Trenčín
- 2003: FK AS Trenčín (Araver a Synot Trenčín)
- 2015: AS Trenčín (Asociácia športov Trenčín), fusionat amb l'equip d'handbol femení HK Štart Trenčín[4]

## Palmarès
- Lliga eslovaca de futbol:
  - 2014-15, 2015-16
- Copa eslovaca de futbol: 
  - 1978, 2014-15, 2015-16
- Segona Divisió: 
  - 2010-11

## Uniforme
| 1994–95 | 1996–03 | 2003–08 |